# Серадифалко
Серадифа̀лко (на италиански: Serradifalco, на сицилиански Serradifarcu, Серадифарку) е градче и община в Южна Италия, провинция Калтанисета, автономен регион и остров Сицилия. Разположено е на 504 m надморска височина. Населението на общината е 6263 души (към 2012 г.).